# Josh Woodward

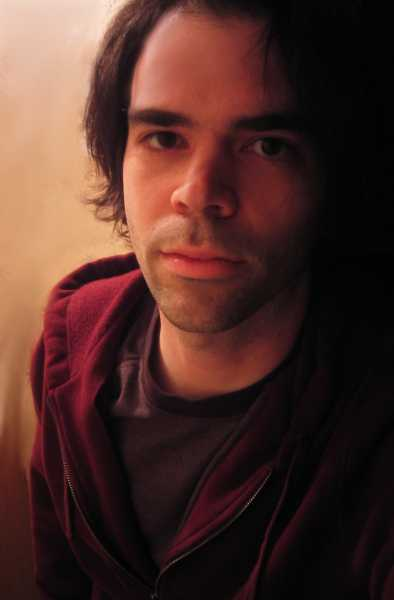
Josh Woodward, Mai 2007

Josh Woodward ist ein US-amerikanischer Musiker und Songwriter aus Findlay, Ohio.

## Karriere
Woodward unterscheidet sich von den meisten anderen Musikern dadurch, dass er seine inzwischen über 200 Musikstücke (Stand: Dezember 2014) ausnahmslos unter der Creative-Commons-Lizenz veröffentlicht. Texte und der Download seiner Songs sowie oft auch eine Instrumentalfassung finden sich auf seiner Webseite. Außerdem sind seine Songs auch auf YouTube und Jamendo zu finden. Bei den Jamendo-Awards 2011 erhielt er den ersten Preis in der Kategorie Pop.

## Musik

### Diskografie
- 33⅓ (2025)
- Sandcastles (2021)
- The Shade from Our Trees (2019)
- Addressed to the Stars (2016)
- The Beautiful Machine (2014)
- The Wake (2012)
- Ashes (2010)
- Breadcrumbs (2009)
- The Simple Life (2008)
- Dirty Wings (2007)
- Not Quite Connected (2007)
- Only Whispering (2006)
- Sunny Side of the Street (2005)
- Crawford Street (2005)
- Here Today (2004)

### AlbumAshes
Das Album Ashes ist Josh Woodwards neuntes Album. Es erschien im Jahr 2010 und enthält 12 Titel. Alle Titel wurden von Josh Woodward selbst geschrieben und komponiert. Die einzelnen Tonspuren aller Lieder hat Woodward bei ccMixter eingestellt. Let It In wurde ebenfalls auf der 2011 im Rahmen des Free! Music! Contests erschienen Doppel-CD FreeMixter des Musikpiraten e. V. veröffentlicht.
| Track-Nr.          | Titel                     | Audiodatei | Länge |
| ------------------ | ------------------------- | ---------- | ----- |
| 1                  | Let It In                 |            | 4:01  |
| 2                  | Cherubs                   |            | 4:16  |
| 3                  | Infinite Horizon          |            | 2:43  |
| 4                  | A Thousand Skins (Part 2) |            | 3:21  |
| 5                  | The Handyman’s Lament     |            | 3:50  |
| 6                  | Anchor                    |            | 3:26  |
| 7                  | Already There             |            | 3:41  |
| 8                  | Together on Our Own       |            | 4:56  |
| 9                  | Pompeii                   |            | 3:36  |
| 10                 | Swimming in Turpentine    |            | 3:22  |
| 11                 | A Thousand Skins (Part 1) |            | 6:29  |
| 12                 | Motionless Land           |            | 3:31  |
| Gesamtlänge: 47:09 |                           |            |       |

## Song „Swansong“
Der Song Swansong von Josh Woodward wird in der englischsprachigen Wikipedia als eine der besten Tondateien angesehen und wurde als Gewinner des Ubuntu Free Culture Showcase ausgezeichnet. Aus diesem Grund lag der Song Ubuntu 10.10 bei.